# Werner Kunz (Filmproduzent)
Werner Kunz (* 11. Juni 1926 in Thun) ist ein Schweizer Filmproduzent.

## Werdegang
Bereits 1948 engagierte sich Werner Kunz im Amateurfilmclub von Genf. Während seiner Zeit als Reiseleiter entstanden Aufnahmen über Europa und Afrika. Diese Kurzfilme begann er 1954 in öffentlichen Sälen vorzuführen und mit fremden und eigenem Filmmaterial über die Freikörperkultur anzureichern, was die kantonalen Vorzensurstellen auf den Plan rief.
Werner Kunz ging gegen die zumeist negativen Behördenentscheide mit Rekursen vor, um die aufklärerische Absicht seiner dokumentarischen Naturistenfilme aufzuzeigen. Wo es trotzdem zu einem Verbot kam, organisierte er Reisebusse, die die Zuschauer in jene Kantone beförderten, in denen die Aufführung seines Programms nicht untersagt war. 
Den ersten Langspielfilm gab Werner Kunz 1957 heraus.

## Filmografie (Auswahl)
- 1957: Wir fahren zum Naturisten-Paradies
- 1958: Naturisten-Ferien
- 1962: Sonne, Meer und nackte Menschen
- 1965: Die Oben-Ohne Story
- 1966: So badet die Welt
- 1969: Charleys Tante nackt
- 1973: Das bumsfidele Heiratsbüro